# Lachlan Buchanan
Lachlan Buchanan est un acteur australien, né le 25 avril 1987. Il est aussi connu pour avoir interprété Duncan Albert dans la célèbre série dramatique Pretty Little Liars. En 2015, il reprend le rôle de Kyle Abbott, dans le soap opera Les Feux de l'amour, sa première apparition a été le 25 février 2015.

## Biographie
Lachlan Buchanan est né en 1987 à Melbourne et a grandi à Malny en Australie. Il a fait ses études à l'école de Maleny puis au Matthew Flinder Anglican College. Il est un surfeur expérimenté et a réalisé ses cascades lui-même lors du tournage du film « les dieux de la vague ». Il parle couramment le français. En 2010, il s'installe à Los Angeles.

### Vie privée
Dans une interview donnée en 2020 pour Queerty, il annonce qu’il s’identifie comme « homme queer » mais ne précise rien de plus.

## Filmographie sélective

### Cinéma
- 2008 : Les Dieux de la vague de Dan Castle : Jesse
- 2010 : Arcadia Lost de Phedon Papamichael : Raffi
- 2013 : Muck de Steve Wolsh : Troit
- 2014 : Mauvaises Fréquentations de Tim Garrick : Billy Bender

## Télévision
- 2007-2008 : Blue Water High : Surf Academy : Charley Prince
- 2008 : Summer Bay  : Pat Jenkins (4 épisodes)
- 2011 : Working Class : Scott Mitchell
- 2011 : Pretty Little Liars : Duncan Albert (saison 2 épisodes 22 et 23)
- 2012 : Jessie : Jordan Taylor (saison 1 épisode 9)
- 2013 : Castle : Stone Gower
- 2013 : NCIS : Los Angeles : Brett (saison 4 épisode 19)
- 2015- 2016 : Les Feux de l'amour: Kyle Abbott
- 2016 : Teen Wolf : Henri Argent (saison 5 épisode 18)
- 2016 : NCIS : Officier James Muldoon (saison 13 épisode 17)
- 2016 : Esprits criminels : Stuart Baker (saison 12 épisode 3)
- 2017 : La Fête à la maison : 20 Ans après : Sean (saison 2 épisode 3)
- 2020 : Station 19 : Emmett Dixon
- 2023 : Wellmania : Gaz